# I agapi erhete sto telos
«I agapi erhete sto telos» (грец. «Η αγάπη έρχεται στο τέλος»)  — пісня грецького співака  Антоніса Ремоса, яка увійшла до альбому «I Kardia Me Pigainei Emena»

## Історія видання
7 січня 2013 року на радіо «89,8 Δρόμος fm» відбулася прем'єра нової пісні Антоніса Ремоса «Η αγάπη έρχεται στο τέλος» (музику написав Дімітріс Контопулос, текст — Нікос Мораїтіс) ,  Офіційний реліз — 10 січня 2013 року . Пісня є  саундтреком до фільму «Love in the end» , прем'єра якого відбулася 14 лютого 2013 року , в день  святого Валентина.

## Позиції в чартах
| Чарт                    | Пікова позиція |
| ----------------------- | -------------- |
| Greece Top 20           | 1              |
| Europe Official Top 100 | 44             |
| Greek iTunes top 100    | 2              |
| Cypriot iTunes top 100  | 3              |